# Lavard Friisholm
Lavard Friisholm (født Friis-Holm 15. januar 1912 i Kerteminde, død 31. august 1999) var en dansk violinist og dirigent, især kendt som den dynamiske leder af Randers Byorkester, hvor han fra 1951 til 1982 var dirigent og musikchef. Han var uddannet i violin hos Emil Telmanyi og i direktion hos Thomas Jensen. 1939-50 var han dirigent for Det Unge Tonekunstnerselskabs Orkester (DUT) og 1944-78 for Collegium Musicum i København.